# Scikit-learn

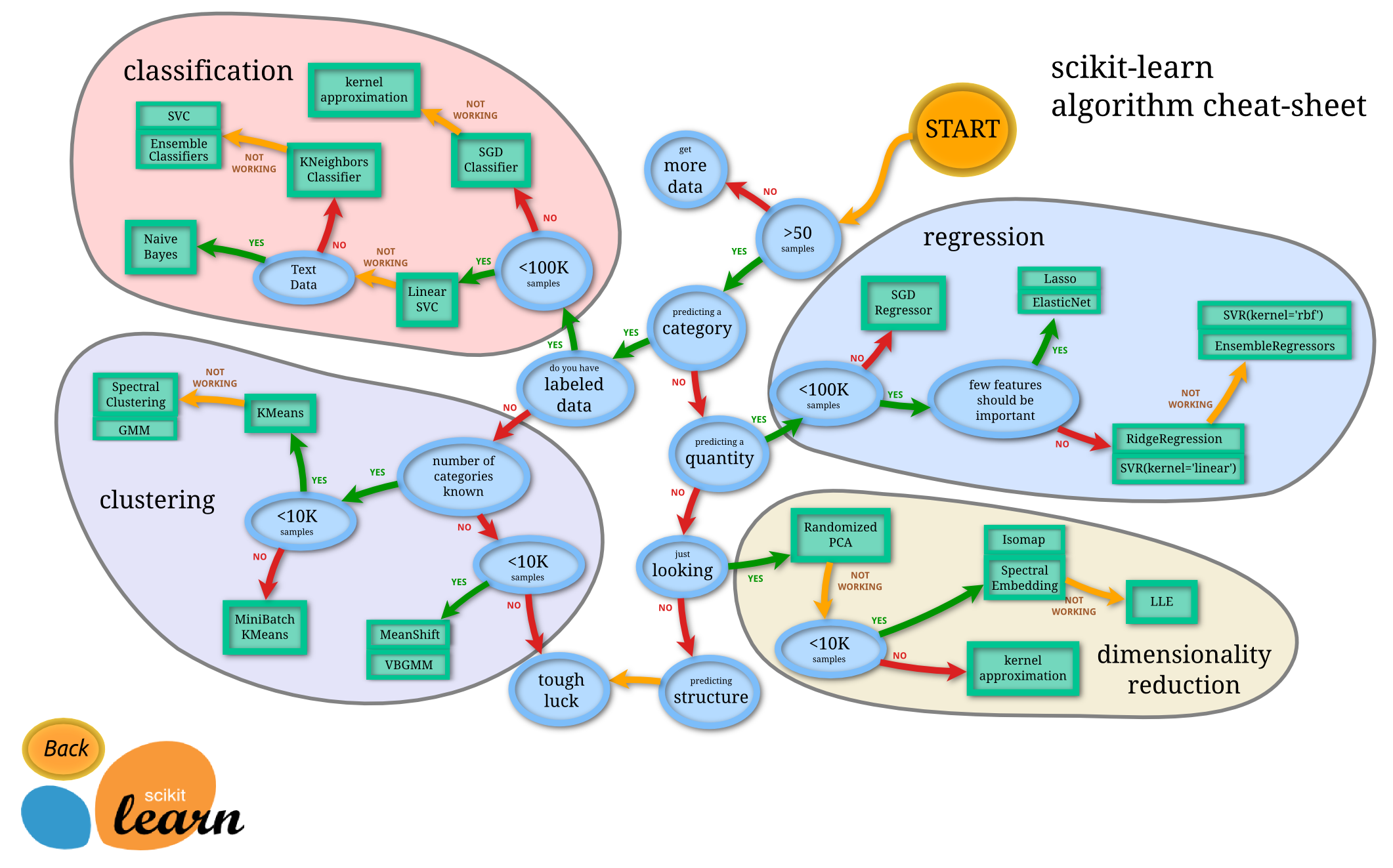
Fig. 1 Arbre de decisió de scikit-learn

scikit-learn (també conegut per sklearn) és una extensió del llenguatge Python en forma de biblioteca informàtica que agrega suport en l'àmbit de l'Aprenentatge automàtic. Scikit-learn és de codi obert i disposa d'algorismes (Fig. 1) de classificació estadística, regressió i clustering (Fig. 2) per a implementar Màquines de vector de suport, random forests, gradient boosting, Algorisme k-means i DBSCAN. Scikit-learn està dissenyat per a integrar-se conjuntament amb les biblioteques numèriques Numpy i SciPy. Va ser creat per David Cournapeau amb l'equip Google Summer of Code.
Exemple de codificació amb scikit-learn alhora d'implementar una classificació mitjançant l'algorisme Knn ː

Fig. 2 Exemple gràfic de regressió

```
from
 
sklearn
 
import
 
neighbors
,
 
datasets

iris
 
=
 
datasets
.
load_iris
()

X
,
 
y
 
=
 
iris
.
data
,
 
iris
.
target

knn
 
=
 
neighbors
.
KNeighborsClassifier
(
n_neighbors
=
1
)

knn
.
fit
(
X
,
 
y
)

print
 
(
"Quin tipus d'iris (Iris Setosa, Iris Virginica o Iris Versicolor)"
)
 

print
 
(
"té sépals de 3cm x 5cm i pétals de 4cm x 2cm"
)
 

print
 
(
"Resposta:"
,
 
iris
 
.
 
target_names
 
[
 
knn
 
.
 
predict
 
([[
3
,
 
5
,
 
4
,
 
2
 
]])])

```